# 4930 Rephiltim
4930 Rephiltim è un asteroide della fascia principale del diametro medio di circa 31,27 km. Scoperto nel 1983, presenta un'orbita caratterizzata da un semiasse maggiore pari a 3,1289136 UA e da un'eccentricità di 0,0434347, inclinata di 15,49634° rispetto all'eclittica.
L'asteroide è dedicato ai tre figli dello scopritore, Rebecca Anne, Philip Stephen e Timothy Theodore, tramite la giustapposizione delle tre sillabe iniziali dei loro nomi.